# Ellen S. Baker
Pour les articles homonymes, voir Baker et Schulman.
Ellen Louise Baker (née Schulman) est une astronaute américaine née le 27 avril 1953.

## Biographie

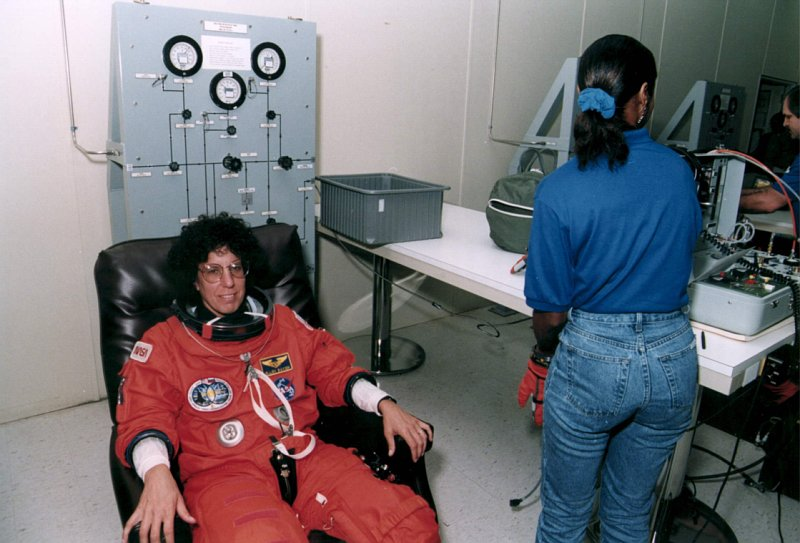
Baker en 1995.

Elle est la fille de Mel et Claire Shulman, et elle est née à Fayetteville, en Caroline du Nord, mais elle a grandi à New York.
Elle a étudié au Bayside High School dans le Queens et a terminé en 1970. En 1974, elle a obtenu son baccalauréat ès arts en géologie à l'université de Buffalo. Elle a obtenu son doctorat en médecine en 1978 à l'université Cornell. Elle a obtenu une Maîtrise en santé publique en 1994 à l'université du Texas.
Après son école de médecine, Baker a travaillé comme interne à l'université du Texas à San Antonio, au Texas.
En 1981, Baker a rejoint la NASA en tant que médecin au Centre spatial Lyndon B. Johnson. Elle est sélectionnée par la NASA en mai 1984, Baker est devenu astronaute en juin 1985. Elle a été spécialiste de la mission STS-34 en 1989, STS-50 en 1992 et STS-71 en 1995 et a enregistré plus de 686 heures dans l'espace.
Elle est mariée à Kenneth J. Baker. Ils ont deux filles.
Elle est une des quatre femmes juives à avoir été dans l'espace.

## Vols réalisés
- 18 octobre 1989 : Atlantis (STS-34)
- 25 juin 1992 : Columbia (STS-50)
- 27 juin 1995 : Atlantis (STS-71)